# Paragwaj na Zimowych Igrzyskach Olimpijskich 2014
Paragwaj na Zimowych Igrzyskach Olimpijskich 2014 reprezentowała jedna zawodniczka, narciarka dowolna Julia Marino. Występ na tych igrzyskach był debiutem Paragwaju na zimowych igrzyskach olimpijskich.

## Skład reprezentacji

### Narciarstwo dowolne

#### Kobiety
- Julia Marino

| Konkurencja | Zawodniczka  | Kwalifikacje | Kwalifikacje | Kwalifikacje    | Kwalifikacje | Finały  | Finały  | Finały          | Finały  |
| Konkurencja | Zawodniczka  | Runda 1      | Runda 2      | Najlepszy wynik | Miejsce      | Runda 1 | Runda 2 | Najlepszy wynik | Miejsce |
| ----------- | ------------ | ------------ | ------------ | --------------- | ------------ | ------- | ------- | --------------- | ------- |
| Slopestyle  | Julia Marino | 36,40        | 25,60        | 36,40           | 17           | -       | -       | -               | -       |